# Exorista decidua
Exorista decidua är en tvåvingeart som först beskrevs av Pandelle 1896.  Exorista decidua ingår i släktet Exorista och familjen parasitflugor. Inga underarter finns listade i Catalogue of Life.